# Unser Lied für Israel 2019
La decima edizione di Unser Lied für, denominato per l'occasione Unser Lied für Israel, si è svolta il 22 febbraio 2019 e ha selezionato il rappresentante della Germania all'Eurovision Song Contest 2019.
La selezione è stata vinta dal duo S!sters con Sister.

## Organizzazione
L'emittente tedesca Norddeutscher Rundfunk (NDR) ha organizzato nuovamente l'Unser Lied für per selezionare il rappresentante della Germania all'Eurovision Song Contest 2019, che si terrà a Tel Aviv, in Israele.
NDR ha ricevuto, tra il 19 maggio e il 31 luglio 2018, ben 965 canzoni da aspiranti partecipanti. L'emittente ha proceduto alle selezioni preliminari, restringendo la lista prima a 198, poi a 50 e infine a 20.
Questi 20 artisti sono poi stati invitati a prender parte ad un laboratorio musicale presso Colonia dal 28 settembre al 2 ottobre 2018, in modo tale da selezionare i 6 che avrebbero preso parte all'Unser Lied für Israel.
Il punteggio è stato da una combinazione di: televoto, il voto di 100 membri dell'Eurovision (selezionati via web per riflettere i gusti dell'audience europeo) e il voto di una giuria internazionale.

### Giuria internazionale
La giuria internazionale è stata composta da 20 esperti selezionati in quanto giurati nei loro rispettivi paesi o partecipanti all'Eurovision Song Contest stesso:
- Austria: Sasha Saedi
- Bielorussia: Ludmila Kuts
- Cipro: Argyro Christodoulides
- Finlandia: Aija Puurtinen
- Francia: Bruno Berberes
- Germania: Johannes Strate
- Grecia: Jick Nakassian
- Islanda: Einar Bardarson
- Italia: Nicolò Cerioni
- Lituania: Deivydas Zvonkus
- Norvegia: Margaret Berger
- Paesi Bassi: Florent Luyckx
- Polonia: Grzegorz Urban
- Regno Unito: Mark De-Lisser
- Rep. Ceca: Janis Sidovský
- Romania: Anca Lupes
- Slovenia: Tinkara Kovač
- Spagna: Ruth Lorenzo
- Svezia: Filip Adamo
- Ungheria: Adrienn Zsédenyi

## Partecipanti
La lista con i 6 partecipanti è stata pubblicata il 6 novembre 2018, tuttavia è stato deciso in seguito che il duo S!sters si sarebbe unito agli altri partecipanti, portando il numero a 7.
| Artista            | Titolo                   | Lingua  | Compositori                                                                     |
| ------------------ | ------------------------ | ------- | ------------------------------------------------------------------------------- |
| Aly Ryan           | Wear Your Love           | Inglese | Aly Ryan, Michelle Leonard, Thomas Stengaard, Tamara Olorga                     |
| BB Thomaz          | Demons                   | Inglese | BB Thomaz, Andrew Tyler, Ricardo Bettiol, Tim Schou                             |
| Gregor Hägele      | Let Me Go                | Inglese | Gregor Hägele, Jonas Shandel, David Jürgens, Tamara Olorga                      |
| Lilly Among Clouds | Surprise                 | Inglese | Elisabeth Brüchner, Udo Rinklin                                                 |
| Linus Bruhn        | Our City                 | Inglese | Linus Bruhn, Dave Roth, Pat Benzner, Serhat Sakin, Simon Reichardt, Gianna Roth |
| Makeda             | The Day I Loved You Most | Inglese | Makeda, Tim Uhlenbrock, Kelvin Jones, Kristine Bogan                            |
| S!sters            | Sister                   | Inglese | Laurell Barker, Marine Kaltenbacher, Tom Oehler, Thomas Stengaard               |

## Finale
La finale si è tenuta presso lo Studio Berlin Adlershof di Berlino il 22 febbraio 2019 alle 20:15 (UTC+1) ed è stata presentata da Linda Zervakis e Barbara Schöneberger.
All'Unser Lied für Israel hanno preso parte, in qualità di ospiti: Lena (vincitrice dell'Eurovision Song Contest 2010 e rappresentante della Germania nell'edizione 2011), Michael Schulte (rappresentante della Germania all'Eurovision Song Contest 2018), Udo Lindenberg & Andreas Bourani e i Revolverheld (vincitori del Bundesvision Song Contest 2006).
Le S!sters hanno vinto il voto della giurie internazionale e del televoto, mentre sono arrivate terzultime nel voto del pannello degli esperti, vinto da Aly Ryan, ma il duo ha accumulando comunque abbastanza punti da vincere la selezione.
| # | Artista             | Titolo                   | Punteggio | Punteggio | Punteggio | Punteggio | Punteggio | Punteggio | Punteggio | Posizione |
| # | Artista             | Titolo                   | Pannello  | Pannello  | Giurie    | Giurie    | Televoto  | Televoto  | Totale    | Posizione |
| - | ------------------- | ------------------------ | --------- | --------- | --------- | --------- | --------- | --------- | --------- | --------- |
| 1 | Gregor Hägele       | Let Me Go                | 592       | 29        | 100       | 24        | 26053     | 35        | 88        | 6         |
| 2 | Aly Ryan            | Wear Your Love           | 991       | 48        | 125       | 30        | 39503     | 53        | 131       | 4         |
| 3 | Makeda              | The Day I Loved You Most | 840       | 40        | 186       | 45        | 39480     | 52        | 137       | 2         |
| 4 | BB Thomaz           | Demons                   | 566       | 27        | 117       | 28        | 20697     | 28        | 83        | 7         |
| 5 | Lilly Amoung Clouds | Surprise                 | 789       | 38        | 158       | 38        | 83677     | 111       | 187       | 3         |
| 6 | Linus Bruhn         | Our City                 | 782       | 37        | 167       | 40        | 71490     | 95        | 172       | 5         |
| 7 | S!sters             | Sister                   | 640       | 31        | 187       | 45        | 93413     | 125       | 201       | 1         |

## All'Eurovision Song Contest
Essendo uno dei Big 5, la Germania si è esibita direttamente in finale, tuttavia ha potuto votare nella seconda semifinale del 16 maggio 2019.